# Programmausdruck

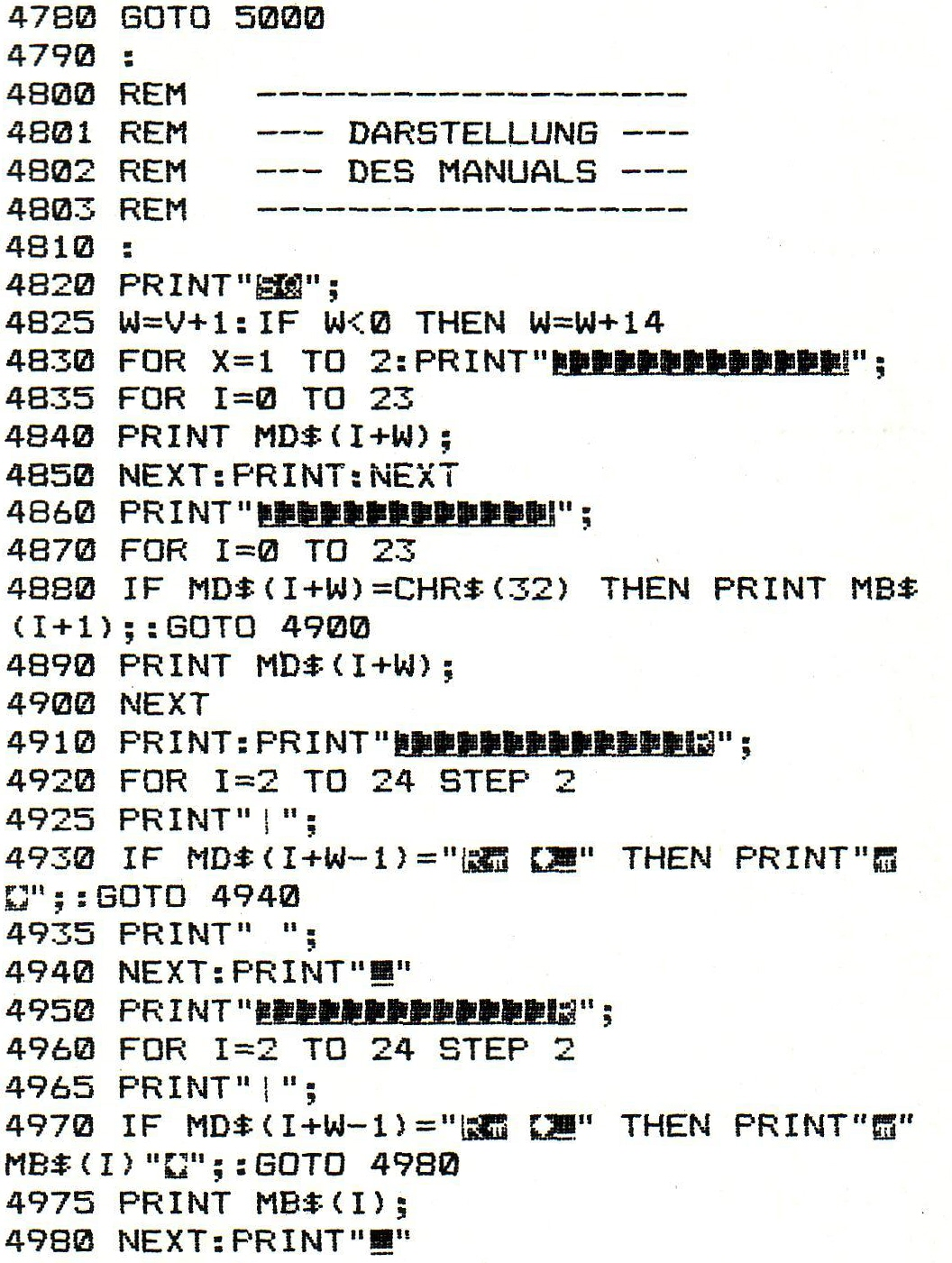
Ausschnitt aus einem BASIC-Listing

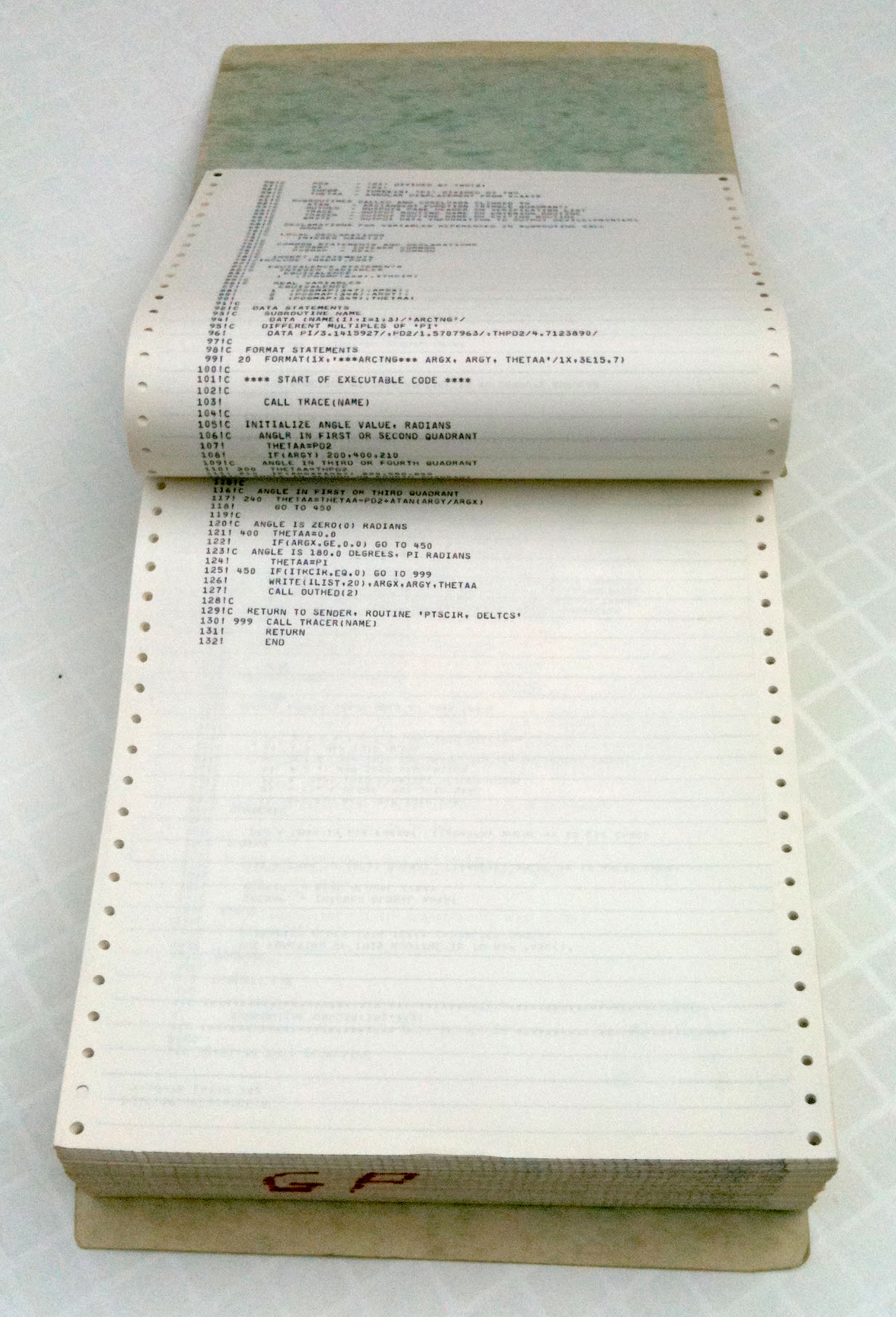
Listing eines langen Computer-Programms aus den 70er Jahren, das erst auf Endlospapier gedruckt und dann gebunden wurde.

Ein Programmausdruck (englisch listing) ist eine ausgedruckte Liste von Computerbefehlen, meist in Form eines Computerprogramms oder von Computerdaten. Er wird in einer menschlich lesbaren Form abgedruckt (meist Zahlen- und Buchstabenreihen).
Insbesondere in den 1980er Jahren erschienen in Computerspielezeitschriften und Büchern häufig Programmlistings zum Abtippen, meist in BASIC oder Assembler, manchmal auch für mehrere Heimcomputer-Systeme. Das erste erfolgreiche derartige Buch war 1978 Basic Computer Games (in Deutsch BASIC-Computer-Spiele), herausgegeben von David H. Ahl (Creative Computing). In Deutschland erschienen die Bücher 1982 im Sybex-Verlag.
Viele Zeitschriften, darunter die 64’er verwendeten Eingabehilfen, wie spezielle Editoren (MSE) oder Checksummer, um die Fehlersuche durch Prüfsummen zu erleichtern. Bei manchen Systemen, wie dem Commodore 64, erschwerten Grafik- und Steuerzeichen oftmals die Eingabe. Daher wurden diese häufig durch Klartext ersetzt. Beispielsweise (DOWN5) für 5 × Cursor Down oder (SA) für Shift + Taste A. Alternativ wurde die Umwandlung auch durch Software wie Simons’ Basic vorgenommen.
Früher wurde ein Programmausdruck hauptsächlich zur Fehlerkorrektur verwendet. Üblich war der Ausdruck auf Endlospapier. Durch die besseren Möglichkeiten der Bildschirmdarstellung ist diese Art der Nutzung zurückgegangen.
Heute verwendet man Programmausdrucke hauptsächlich zur Fortbildung bzw. um einen bestimmten Sachverhalt zu publizieren.